# Bill Robertson (político)
Billy Henry Robertson (5 de mayo de 1938 - 26 de junio de 2013), conocido como Bill Robertson, fue el alcalde de la pequeña ciudad de Minden, ubicado en la parroquia de Webster en el noroeste de Luisiana, Estados Unidos. Fue elegido por primera vez el 6 de noviembre de 1990, y se posesionó en el cargo el 1 de enero de 1991 hasta su muerte.